# Achim Reichel

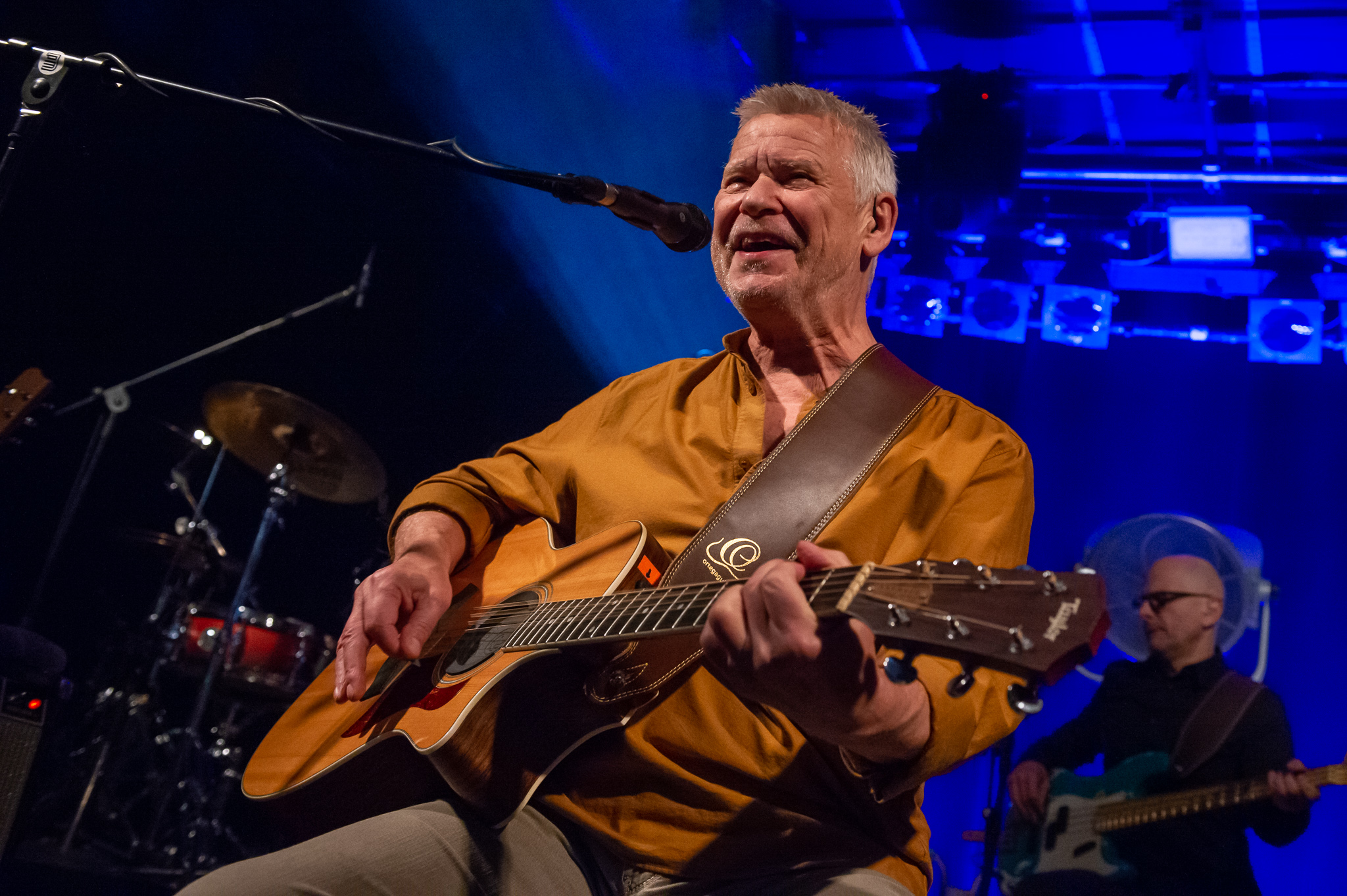
Achim Reichel en 2019

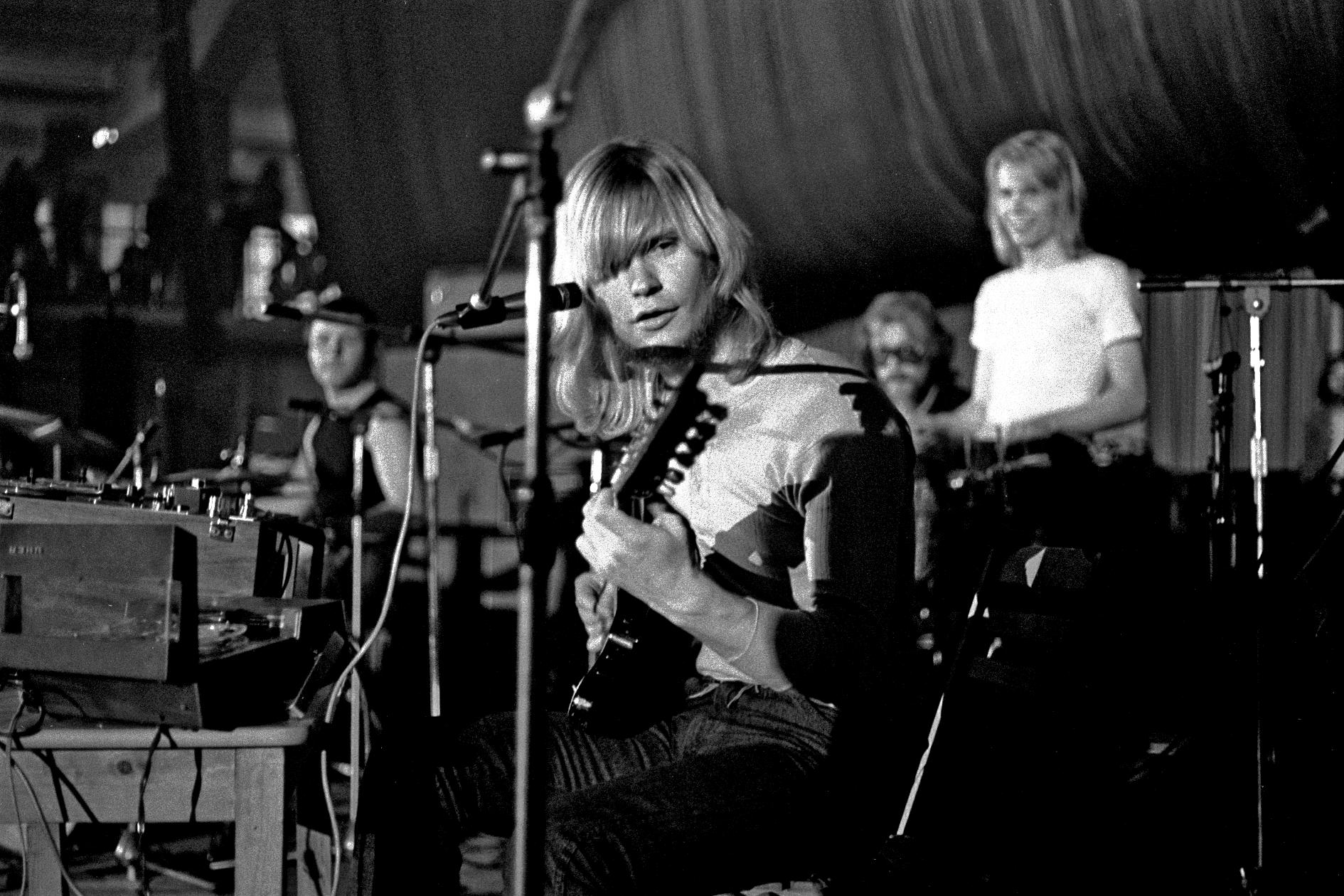
Achim Reichel con su grupo Proyekt A. R. & Machines en Hamburgo, 1971

Achim Reichel (* 28 de enero de 1944 en Wentorf bei Hamburg, Schleswig-Holstein) es un músico, compositor y productor musical de Hamburgo (Alemania).

## Vida y obra
Reichel fundó en 1960 el grupo The Rattles,  una de las bandas más famosas de Alemania. En 1963 acompañaron en una gira a los Rolling Stones en el Reino Unido y en 1966 a los Beatles por Europa. 
En 1968, fundó, junto a James Last, el grupo de rock psicodélico Wunderland que consiguió un hit con Moscow. En 1971 dejó el grupo para fundar el proyecto A. R. & Machines, cuyo primer álbum se llamó Die grüne Reise (el viaje verde).
A petición de Greenpeace compuso en 1996 una canción sobre el naufragio del petrolero Exxon Valdez y el desastre ecológico causado. 
Desde 1975 Reichel tomo interés por canciones tradicionales alemanas y en poner música a poetas clásicos, con los álbumes Dat Shanty Alb'm (1975), Klabautermann (1977), Regenballade (1978), Fledermaus (1988), Melancholie & Sturmflut (1991, incluyendo el hit Aloha Heja He), Wilder Wassermann (2002) y Volxlieder (2006), incluyendo las canciones "Sah ein Knab' ein Röslein stehn" y "Es waren zwei Königskinder".
La canción Amazonen de 1993, no se emitió en muchas emisoras de radio,  porque contenía la palabra "culo de hombre", y se consideró "misógino y discriminatorio".
En el año 2003, Achim Reichel celebró  su 40 aniversario con dos días de fiesta en la sala Fischauktionshalle de Hamburgo. El concierto fue grabado por el equipo de la WDR-Rockpalast, tanto en televisión como en CD y DVD, bajo el título 100% Leben veröffentlicht. 
En 2009 participó en la película 12 Meter ohne Kopf .
Su espectáculo SOLO CON USTEDES, mi vida, mi música cantada y contada, llevó Reichel durante cinco años, a través de más de 60 ciudades alemanas. El tour comenzó el 21 de noviembre de 2009, con un concierto en Hamburgo y terminó el 4 de octubre de 2013 con el concierto número 100 también en Hamburgo. Le acompañaron en su gira los músicos Peter David "Pete" (violín, mandolina, percusión y guitarra) y Berry Sarluis (acordeón y teclados).
En 2021, la canción de Reichel Aloha Heja He (publicada originalmente en 1991) se convirtió en un gran éxito en China.

## Discografía

### Álbumes
Solo
- 1971: Die grüne Reise – (A. R. & Machines)
- 1972: Let Us Live Together – (Propeller)[2]
- 1972: Echo – (A. R. & Machines)
- 1973: AR3 – (A. R. & Machines)
- 1973: A.R.IV – (A. R. & Machines)
- 1974: AR5 Autovision – (A. R. & Machines)
- 1975: Erholung – (A. R. & Machines live 1973)
- 1976: Dat Shanty Alb’m (en inglés/plattdeutsch)
- 1977: Klabautermann
- 1978: Regenballade
- 1979: Heiße Scheibe
- 1980: Ungeschminkt
- 1981: Blues in blond
- 1983: Nachtexpress
- 1986: Eine Ewigkeit unterwegs
- 1988: Fledermaus
- 1989: Was Echtes
- 2002: Wilder Wassermann

| Año  | Título                                                        | Posición DE  |
| ---- | ------------------------------------------------------------- | ------------ |
| 1991 | Melancholie und Sturmflut                                     | 12 (32 Sem.) |
| 1993 | Wahre Liebe                                                   | 66 (6.)      |
| 1994 | Grosse Freiheit                                               | 44 (10 Sem.) |
| 1996 | Oh ha!                                                        | 85 (5 Sem.)  |
| 1997 | Herz ist Trumpf – Das Beste von Achim Reichel                 | 43 (9 Sem.)  |
| 1999 | Relájate                                                      | 62 (2 sem.)  |
| 2002 | Entspann dich                                                 | 61 (2 sem.)  |
| 2004 | 100 Prozent Leben                                             | 31 (9 Sem.)  |
| 2006 | Volxlieder                                                    | 39 (8.)      |
| 2008 | Michels Gold                                                  | 61 (2 sem.)  |
| 2010 | Solo mit euch – mein Leben, meine Musik, gesungen und erzählt | 56 (2 sem.)  |
| 2015 | Raureif                                                       | 27 ( ... .)  |
| 2019 | Das Beste                                                     | 17 ( ... .)  |

Con los Rattles
- 1963: Twist im Star-Club
- 1964: Twist-Time im Star-Club Hamburg
- 1964: Live im Star-Club Hamburg
- 1964: The Searchers meet the Rattles
- 1966: Star Club Show 1
- 1966: Liverpool Beat
- 1966: Hurra, die Rattles kommen (Soundtrack zum gleichnamigen Kinofilm)
- 1988: Hot Wheels
- 1990: Painted Warrior

Con Wonderland
- 1971: Band Nr. 1

### Sampler (Selección)
- Der Spieler (1996)
- Echos aus Zeiten der grünen Reise (1998)

### Sencillos
| Año  | Título             | Posición DE  |
| ---- | ------------------ | ------------ |
| 1983 | Der Spieler        | 27 (13.)     |
| 1989 | Fliegende Pferde   | 55 (12 sem.) |
| 1990 | Kreuzworträtsel    | 53 (10 Sem.) |
| 1991 | Aloha heja pp      | 5 (28 Sem.)  |
| 1992 | Kuddel Daddel Du   | 48 (9 Sem.)  |
| 1992 | Auf der Rolltreppe | 70 (7 Sem.)  |
| 1993 | Amazonen           | 94 (1 sem.)  |
| 1993 | Wahre Liebe        | 81 (3 Sem.)  |

- Trag es wie ein Mann (1967)
- Ich hab von dir geträumt (1982)
- Boxer Kutte (1983)
- Nachtexpress (1984)
- Für immer und immer wieder (1988)
- Fledermaus (1988)
- Ein Freund bleibt immer ein Freund con Joachim Witt y Ulrich Tukur (1992)

## Videografía

### En solitario
- Va Banque (1986)[5]
- 100 % Leben: Das Jubiläumskonzert (2004)
- Solo mit euch – mein Leben – meine Musik, gesungen und erzählt (2010)

### Con A. R. & Machines
- Die grüne Reise (2007)

### Con The Rattles
- Hurra, die Rattles kommen (película de 1966)

## Premios
- RUTH –  Der deutsche Weltmusikpreis 2007
- RSH Gold en 1992

## Varia
En 2012 apareció en el álbum Ich bin de Heinz Rudolf Kunze.